# Хёниг, Себастьян Флориан
Себастьян Флориан Хёниг (нем. Sebastian Florian Hönig) — немецкий астроном, первооткрыватель комет и астероидов, который занимается проблемами изучения активных ядер галактик. В период 2002 по 2008 год им был обнаружен в общей сложности 421 астероид, из которых 67 были обнаружены совместно с Noéline Teamo. Помимо этого, Себастьян Хёниг является первооткрывателем нескольких комет. В частности, он принимал активное участие в открытии и изучении короткопериодической кометы P/2007 R5 (SOHO). Ещё во время своей учёбы в университете он, на основании своих расчётов, сделал вывод, что две кометы P/1999 R1 и P/2003 R5, наблюдавшиеся соответственно в 1999 и 2003 годах, на самом деле являются одной кометой и совершенно правильно предсказал следующее её появление в 2007 году, что послужило доказательством существования периодических комет с малым перигелийным расстоянием. Впоследствии им было обнаружено свыше сорока комет этого класса. Среди открытых им комет были и долгопериодической кометы, такие как C/2002 O4 Хёниг (итал.).
Себастьян Хёниг является членом DFG и работает астрофизиком в Калифорнийском университете в Санта-Барбаре. В 2003 году он был удостоен премии Эдгара Уилсона.